# Außerordentliches Konzert der Wiener Philharmoniker 1939

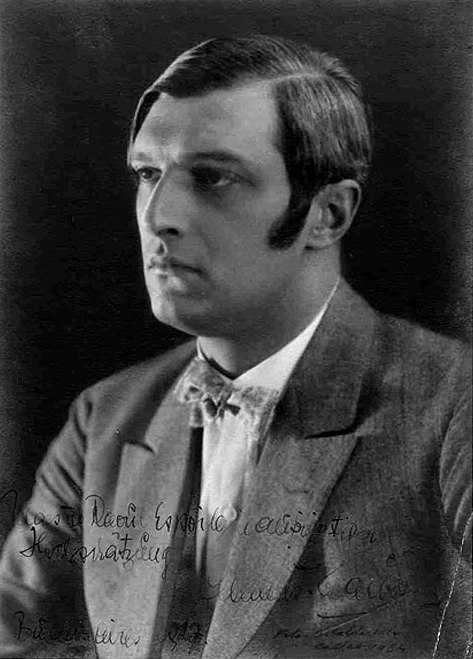
Clemens Krauss (1915)

Das Außerordentliche Konzert der Wiener Philharmoniker 1939, im Konzertarchiv der Wiener Philharmoniker fälschlicherweise als Außerordentliches Konzert/Neujahrskonzert geführt, gilt zur Zählung der Neujahrskonzerte des Orchesters als ein Konzert zum Jahreswechsel hinzu, es fand am 31. Dezember 1939 statt. Die offizielle Zählung seitens der  Wiener Philharmoniker beginnt mit dem Jahr 1941, wenngleich es Neujahrskonzerte erst seit der Österreichischen Unabhängigkeitserklärung mit dem von Josef Krips geleiteten Neujahrskonzert der Wiener Philharmoniker 1946 gibt. Das Gebäude des Wiener Musikvereins als Ort ist hingegen eine durchgängige Konstante. Dirigent war Clemens Krauss.

## Geschichte
Zeitungsankündigungen zufolge wurde das für den 31. Dezember 1939 angekündigte „Außerordentliche Konzert“ dem von Adolf Hitler am 10. Oktober 1939 eröffneten Kriegswinterhilfswerk (Kriegs-WHW) zur Gänze gewidmet. Eine öffentliche Generalprobe fand am Vortag statt. Dem Historiker Fritz Trümpi zufolge sei das Konzert ein Teil der NS-Propaganda und „Ergebnis einer nationalsozialistischen Kulturpolitik“ gewesen. Zuvor hatten schon die jüdischen Mitglieder des Orchesters, 15 an der Zahl, bereits ihre Stellen verloren, und den Qualitätsverlust fingen die Philharmoniker auf, indem sie – so der Wiener Historiker Oliver Rathkolb – auf ein „leichteres Repertoire“ zurückgriffen und „einfachere Stücke“ spielten. Aus Trümpis Sicht basiert der spätere Weltruhm des Orchesters damit auf der „Provinzialisierung der Wiener Philharmoniker während der NS-Zeit“. Auch wurde Johann Strauss’ Herkunft als „Achteljude“ auf Anweisung Joseph Goebbels’ durch eine Fälschung der Familienunterlagen vertuscht.

## Programm
Seine erste Aufführung hatte das Programm am 13. August 1939 bei den Salzburger Festspielen.
1. Johann Strauss (Sohn): Morgenblätter, Walzer, op. 279
2. Johann Strauss (Sohn): Annen-Polka, op. 117
3. Johann Strauss (Sohn): Csárdás aus Ritter Pásmán, op. 441
4. Johann Strauss (Sohn): Kaiser-Walzer, op. 437
5. Johann Strauss (Sohn): Leichtes Blut, Polka schnell, op. 319
6. Johann Strauss (Sohn): Egyptischer Marsch, op. 335
7. Johann Strauss (Sohn): Geschichten aus dem Wienerwald, Walzer, op. 325
8. Johann Strauss (Sohn), Josef Strauss: Pizzicato-Polka
9. Johann Strauss (Sohn): Perpetuum mobile, Musikalischer Scherz, op. 257
10. Johann Strauss (Sohn): Ouvertüre zur Operette Die Fledermaus

Werkliste und Reihenfolge sind der Website der Wiener Philharmoniker entnommen. 

## Besetzung (Auswahl)
- Clemens Krauss, Dirigent
- Wiener Philharmoniker